# Recco (torrente)
Il Recco è un torrente della Liguria; è tributario del mar Ligure.

## Geografia
Il bacino del torrente Recco è compreso tra quello del torrente Sori (a ovest), del Lavagna (a nord) e, ad est, del Boate e del breve rio Treganega. Ha una superficie di circa 22 km² e ricade nei comuni di Recco, Avegno e Uscio, nella Città metropolitana di Genova.

### Percorso

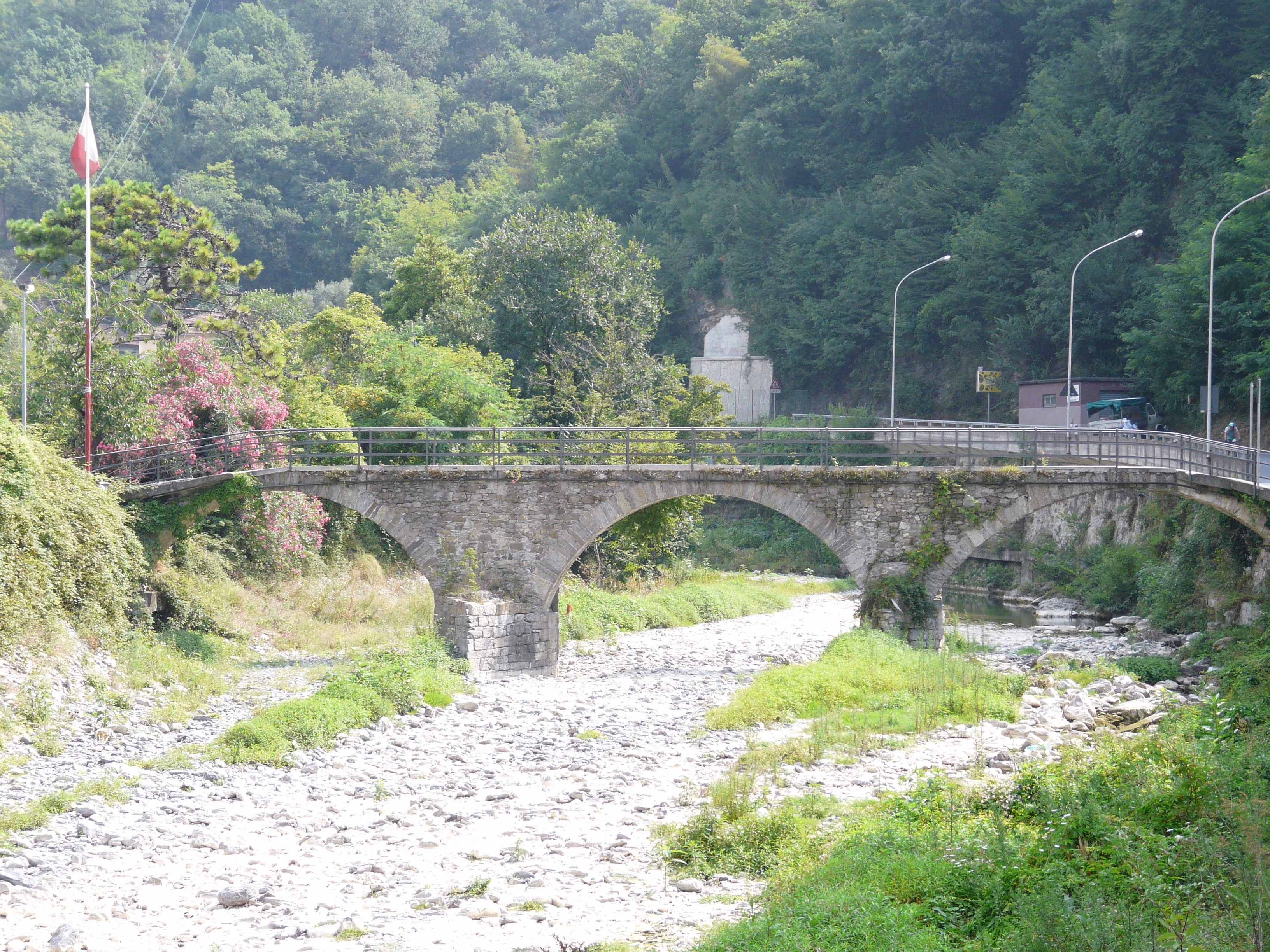
Ponte sul Recco presso Verzemma

Il torrente nasce in località Ponte di Salto dalla confluenza tra il torrente Salto e il rio Luei. Scendendo verso sud-ovest attraversa il territorio di Avegno e entra poi in comune di Recco. Dopo essere stato scavalcato dall'autostrada Genova-Livorno viene superato, ormai nel centro di Recco, anche dalla ferrovia Genova-Pisa e dalla strada statale 1 Via Aurelia. Termina infine il proprio percorso gettandosi nel mar Ligure.

### Principali affluenti
- Sinistra idrografica:
  - rio Rosaguta,
  - rio Vescina,
  - rio della Né.
- Destra idrografica:
  - rio Arbora,
  - rio Verzemma.

## Andamento portate medie mensili
Come molti altri brevi corsi d'acqua tributari del mar Ligure il torrente presenta una marcata stagionalità nella curva delle portate, e si presenta pressoché in secca durante i mesi estivi. Le portate medie mensili riportate in tabella che segue vengono calcolate sottraendo dalla portata naturale (ovvero derivata dal deflusso mensile) il valore dei prelievi e sommando quello degli scarichi.